# Comté de Vienne
Pour les articles homonymes, voir Viennois (homonymie).
844–1450
Entités précédentes :
- Pagus Viennensis

Entités suivantes :
- Comté d'Albon
- Comté de Maurienne
- Royaume de France :
-  Province du Dauphiné

Le comté de Vienne (comitatus Viennensis en latin) était, entre 844 et 1450, un fief issu du royaume de Bourgogne carolingien divisé en 843 par le traité de Verdun, puis lors du traité de Prüm de 855 aboutissant au royaume de Provence par la suite inclus au royaume des Deux-Bourgognes en 933. En 1032 ce territoire dénommé également royaume d' Arles est une des composantes du vaste Saint-Empire romain germanique. Vienne (l'ex-Vienna Allobrogum) y demeure intégrée jusqu'à la fin du comté.
Ses délimitations ont évolué durant ses six siècles d'existence, du fait des multiples successions carolingiennes, puis sous l'influence des Bosonides, des rois de Bourgogne et des Guiguonides futurs Dauphins de Viennois en 1142 à l'origine du Dauphiné de Viennois, enfin en 1349 par le rattachement au royaume de France de la province du Dauphiné, laissant Vienne comme seule enclave germanique indépendante du Dauphiné jusqu'en 1450.

## Géographie

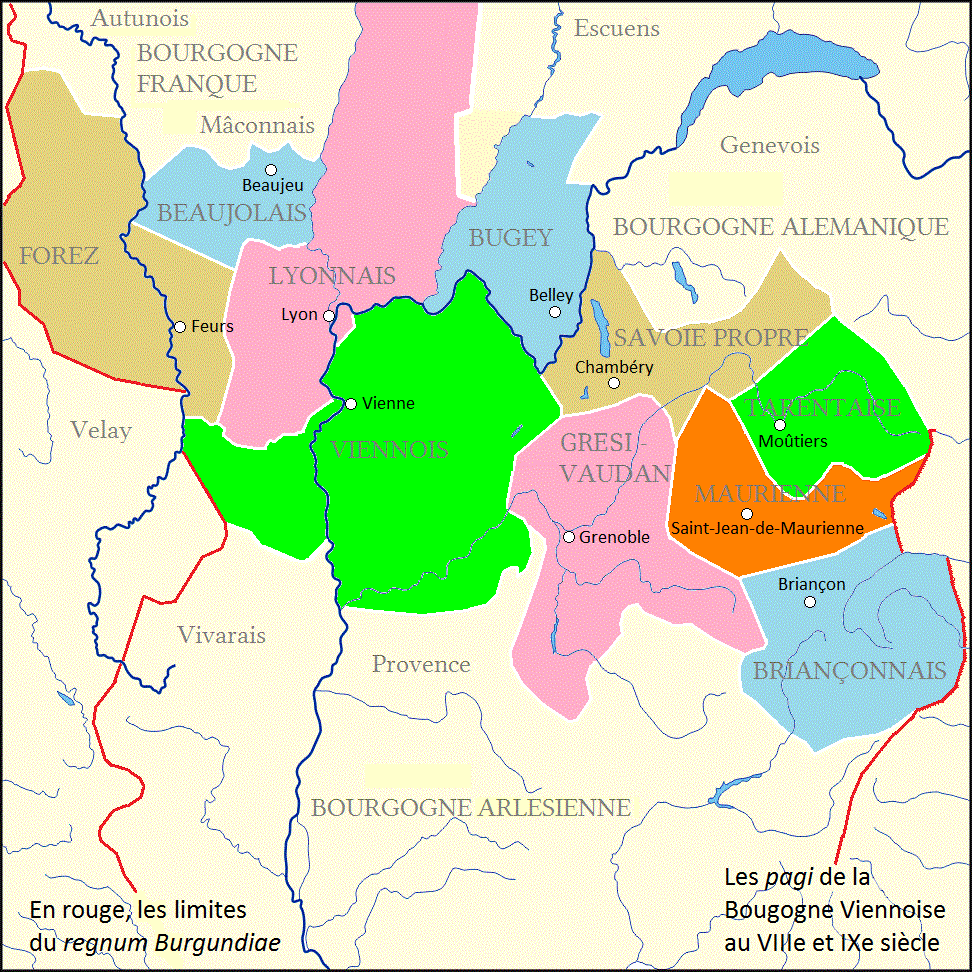
Les pagi carolingiens en Bourgogne viennoise (VIIIe siècle et IXe siècle). En vert, autour de Vienne se trouve le pagus Viennensis, dit le Viennois.

Sous Charles Martel, le royaume de Bourgogne cesse d'apparaître en tant qu’entité géopolitique chez les Carolingiens. Le vaste territoire de l’ancien regnum Burgundiæ est réparti en quatre commandements comtés bourguignons, sur le modèle des pagi gallo-romains, ayant chacun son gouverneur. Le comté de Vienne est issu du Pagus Viennensis (dit Viennois) qui était une subdivision territoriale carolingienne dirigée par un comte, dépendant directement du palais, au sein de la Bourgogne viennoise ou Cisjurane. Ce pagus à partir de 844, deviendra le comté de Vienne (ou de Viennois), qui conserve les mêmes frontières jusque vers 1030.
La cession du comté de Vienne en 1023 de Rodolphe III  à l'archevêché de l'église de Vienne, et à ses évêques, avec toutes ses dépendances au dedans et au dehors de la ville, incluant l'emblématique château de Pipet fonde la domination cléricale pour les quatre siècles suivants sur la ville de Vienne érigée en Principauté ecclésiastique.
Le comté de Vienne proprement dit se limite alors à une enclave indépendante au sein du Viennois, lui-même composé d'une entité de Bailliages de Viennois-La Tour allant jusqu'à Lyon mais également dans le Viennois Saint-Marcellin au sud au sein duquel l'église conserve des possessions anciennes à Moras, Mantaillle et Albon. 
Le territoire dit de Viennois sera intégré en 1142 au sein du Dauphiné de Viennois jusqu'en 1349. A cette date, lors du traité de Romans, le Dauphin vendit sa principauté du Dauphiné de Viennois, dont la capitale était Grenoble, au royaume de France. La ville de Vienne reste jusqu'en 1450 une enclave du Saint-Empire romain germanique indépendante de la province du Dauphiné.

## Histoire

### Le comté dans le royaume de Bourgogne Cisjurane

#### Girart de Roussillon
En 844, Girart de Roussillon dit de Vienne, ancien comte de Paris en 838, reçoit le duché de Lyon, composé des pagi Lyonnais (comté de Lyon) et Viennois (comté de Vienne) afin d'en assurer le commandement militaire et de repousser les raids des Sarrasins, mais également des Normands qui remontent le Rhône depuis la Camargue jusqu'à Valence et ravagent le Valentinois. Girard remporte quelques succès contre ces dangereux envahisseurs en 859. À partir de 842 est nommée en présence de Girart et de l'évêque Adon une famille vicomtale de Vienne carolingienne possédant le titre de façon héréditaire dont Angelboton le premier, suivi de cinq autres vicomtes jusqu'au dernier Ratburne en 977, apparaissant en lien féodal ou familial étroit avec les bosonides. Girart de Vienne, appelé aussi Girard de Roussillon, installe la cour à Vienne qui devient la capitale de ce royaume au détriment d'Arles jusqu'au début du Xe siècle. Il est alors le précepteur de Charles de Provence, fils de Lothaire Ier, de santé fragile, épileptique, qui hérite en 855, lors du traité de Prüm, de la Provence et de la Bourgogne Cisjurane constituant un royaume appelé par la suite « royaume de Provence ». 
En 863, au décès prématuré de Charles de Provence, le royaume de Provence est divisé et Lothaire II hérite des diocèses de Lyon, Vienne, Viviers et Uzès, le reste de la Provence allant à son frère Louis II d'Italie. De 863 au décès de Lothaire II en 869, Girart de Vienne continue à gouverner ses territoires précédents sous l'autorité royale de celui-ci. Dès 869, après son couronnement à Metz comme roi de Lotharingie, Charles II le Chauve étend à la Francie Occidentale les anciens domaines de Lothaire II. L'année suivante en 870, Girard refuse de se soummettre et le roi Charles II pénètre dans Lyon puis assiège Vienne, défendue par Berthe, l'épouse de Girard. Dès la prise de la cité en décembre, il laisse le comte et sa femme se retirer en Avignon où il mourront peu après.

#### Boson de Provence

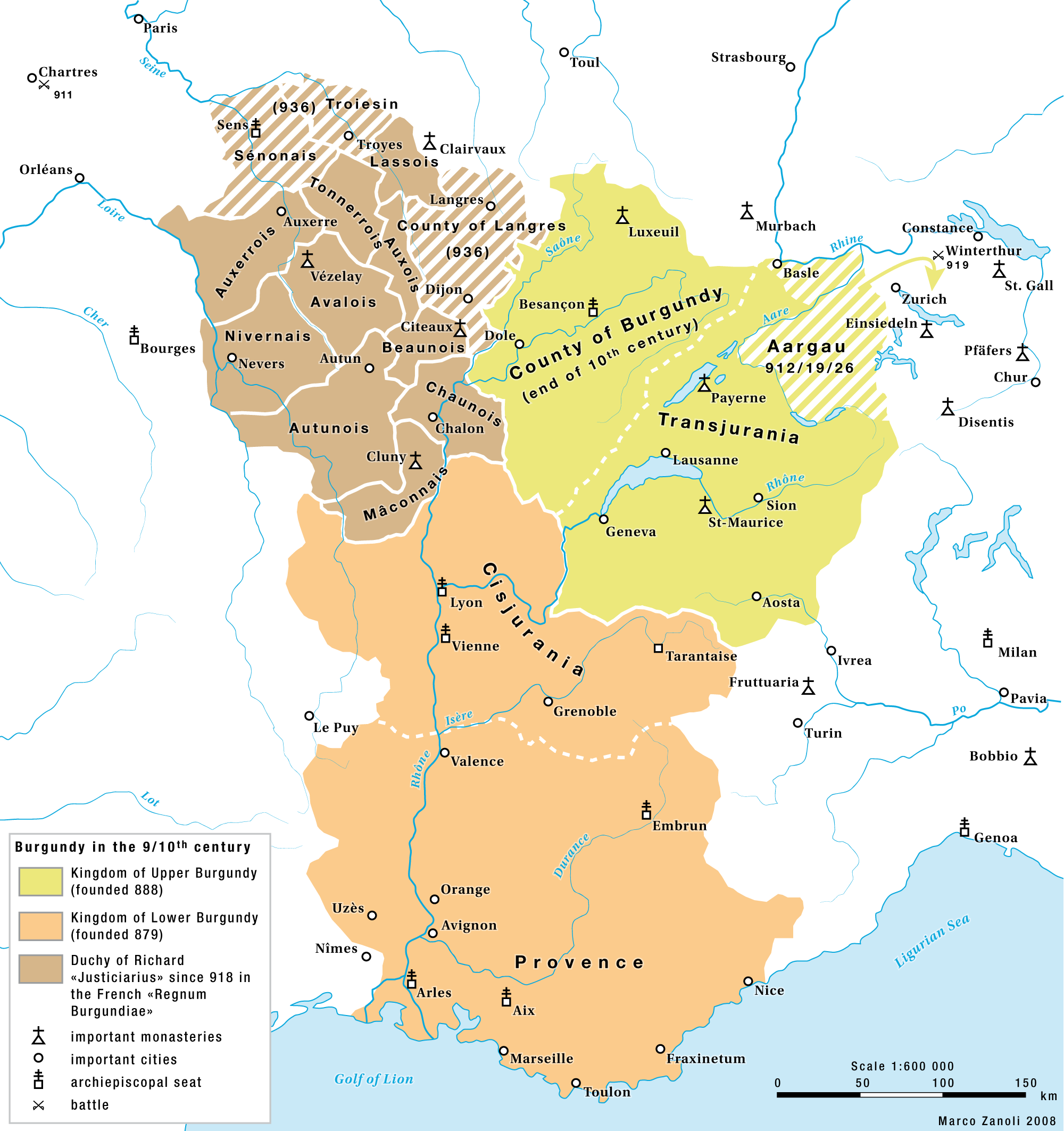
Le comté de Vienne au sein du royaume de Bourgogne Cisjurane aux

En Janvier 871, Charles II nomme son beau-frère Boson, ancien fidèle de Lothaire II, gouverneur du Lyonnais et du Viennois, comte de Vienne qui récupère également le Vivairais et l'Uzège,,,. À Mantaille, en 879, les évêques réunis en concile élisent Boson comme nouveau roi de Provence au décès du fils de Charles Le chauve, Louis le Bègue. 
Boson est un nouveau roi, fait unique, non carolingien, noble marié toutefois avec une descendante de Charlemagne, Ermengarde. Il convoite les territoires d'une Provence allant à la Méditerranée, centrée sur Vienne, étendue à la Bourgogne, à la Tarentaise, et jusque vers Besançon. Ces faits entraînent une réponse immédiate des fils descendants de Louis le Bègue, Louis III et Carloman II et de leur cousin Charles le Gros, qui après avoir repris Mâcon, font le siège de Vienne. Ce siège fut long, sur deux années dans les Annales de Saint-Bertin, et en 882, le  frère de Boson Richard le Justicier établi en Bourgogne et fidèle aux carolingiens prend la ville,. Selon Nicolas Chorier, après avoir reconnu l'empereur Charles le Gros en 885, Boson retrouve sa famille et son titre, René Poupardin est moins affirmatif et pense que Boson a défendu une partie de ses territoires (ce qui semble confirmé en 886/887 où il est cité roi de Bourgogne et d'Italie et prie pour la victoire). Il décède dans sa capitale en 887. 

#### Successeurs Bosonides
Hugues d'Arles, parent du fils de Boson, Louis III l'Aveugle empereur et roi d'Italie après 900, porte le titre de comte de Viennois dès 903 avant d'être élu roi d'Italie en 926. Il cède de façon symbolique selon Flodoard, de concert avec Rodolphe II de Bourgogne en 928, le titre comtal de Vienne à Herbert II, comte de Vermandois, pour son fils Eudes de Vermandois.
Le fils de Louis III l'Aveugle, Charles-Constantin est comte de Viennois en 926,. Il fait hommage au roi de France Raoul en 931. Il reste sous la tutelle bourguignonne de Rodolphe II puis de son fils Conrad III qui, sous l'influence d'Otton Ier, réunit les royaumes de Bourgogne et de Provence dans le royaume des Deux Bourgognes et installe sa capitale à Vienne. Charles-Constantin régit le comté de Vienne jusqu' en 962, le titre de comte semble être brièvement attaché à son fils Humbert en 980.

#### La transition du comté des rois de Bourgogne à l'archevêché de Vienne
Le 24 avril 1011, le roi de Bourgogne Rodolphe III rédige à Aix, en Savoie, un acte en faveur de son épouse (Douaire). La reine Ermengarde reçoit ainsi plusieurs terres dont les comtés de Sermorens ou Salmorenc et de Vienne,,. En 1023, Rodolphe III concède, « avec l'assentiment joyeux (Isetante) de son épouse la reine Irmengarde, […] à saint Maurice, patron de l'église de Vienne, et à ses évêques le comté de Vienne, et toutes ses dépendances »,. Comme le souligne Guido Castelnuovo : « Entre l’an Mil et le milieu du XIIe siècle, le pouvoir politique passe donc des rois aux comtes par le truchement des évêques. Ces comtes ne deviennent pourtant pas les seuls détenteurs d’un pouvoir régional.Ils doivent, pour l’heure, le partager avec une myriade d’autres seigneurs, laïques et ecclésiastiques ».

#### Naissance des comtés sous le contrôle des archevêques
Selon Georges de Manteyer repris par historiens plus récents, vers 1029, l'archevêque Burchard/Brochard partage le comté entre le comte d'Albon, Guigues Ier, et le comte Humbert, proche parent de la reine Ermengarde,. Le premier obtient la partie méridionale et le second la partie septentrionale du comté. Mais l'auteur ne cite pas d'acte de référence. L'historienne Chantal Mazard retrace les origines entre le Xe et le XIe siècles du Dauphiné, critique une vision trop simple et trop large des inféodations de Manteyer et remet en cause également la pseudo-inféodation, vers 1039, du Briançonnais aux Guigues, de même que celle du Viennois au comte Humbert, les actes du cartulaire de Grenoble du début du XIe siècle concernant essentiellement les lieux de Bocsozel et de Châtonnay en Sermorens. Pour Laurent Ripart, maître de conférence en histoire du Moyen Age à l'université de Savoie, ces possessions sont celles du frère d'Humbert, Odon, évêque de Belley cité à Traize en 995. Humbert étant mentionné dans les marges sud-orientales du comté ou diocèse de Belley, qui va de l'actuel Nord-Isère jusqu'au mont du Chat, lieux où les premiers Humbertiens choisirent de se faire inhumer, l'historien faisant l'hypothèse concernant Humbert d'une inhumation au prieuré des Echelles qu'il avait fondé en 1042 peu avant sa mort. Le médiéviste Bernard Demotz indique pour sa part que le comte Humbert obtient des droits sur la partie nord, correspondant au Bas-Dauphiné, avant 1025, ainsi que la majeure partie du comté de Sermorens (Viennois savoyard). L'historien Félix Bernard considère que la volonté de Burchard était « que la puissante église de Vienne garderait la suzeraineté effective sur ces nouvelles dynasties », les Guigonides et les Humbertiens. Dans les actes du Regeste Dauphinois,les membres de la Maison d'Albon sont déjà implantés vers Grenoble en 996: Guigues l' Ancien est cité comte de Graisivaudan avec son épouse Frédeburge et Humbert évêque de Grenoble, leur fils. En 1009 le roi Rodolphe, à la demande de sa première épouse la reine Agilarude, de son frère Burchard, archevêque de Lyon, donne à Humbert, évêque de Grenoble, à sa mère Fréburgie, à ses neveux Humbert, Guigues et Guillaume, fils de Guigues (l'ancien Wigo) la moitié du château de Moras-en-Valloire de la terre du roi Conrad. Enfin les possessions des Guigonides à Oulx puis à Briançon semblent postérieures à 1050.

### Le comté dans le Saint-Empire romain germanique

#### Partage du comté entre les comtes de Mâcon et de Vienne, les comtes d'Albon et l'évêché de Vienne
L'effacement de l'autorité royale au sein d'un royaume de Bourgogne incorporé au Saint-Empire romain germanique à partir de 1032 sous influence ottonienne caractérise le règne de Rodolphe III. Les archevêques de Vienne, qui ont titre de comtes, reçoivent du pape Calixte II (1119-1124) issu de la famille des comtes palatins de Bourgogne, ancien archevêque de Vienne (1084-1119), la juridiction de Vienne sur sept diocèses ; il accorde à Saint-Maurice le titre de primatiale : son ancien archevêché a la primauté sur six autres provinces ecclésiastiques du sud de la France : Bourges, Bordeaux, Auch, Narbonne, Embrun et la Tarentaise. En 1120 il interdit aux laïcs d’habiter dans le quartier canonial de Vienne. De 1146 à 1227, jusqu'à 1227, les comtes de Vienne issus de la Maison anscaride d'Ivrée/comtes palatins de Bourgogne, sont également comtes de Mâcon. Ils doivent cependant partager le comté de Vienne avec l'archevêque de Vienne et les comtes d'Albon, Dauphins de Viennois vers 1142. En 1146, Guillaume III de Mâcon, neveu de Calixte II et frère du comte Renaud III de Bourgogne, prétendait occuper Vienne au mépris des droits de l'archevêque de la ville, Humbert, fils du comte d'Albon Guigues III. Conrad III, par une lettre adressée aux évêques et aux princes de la région, déclara que la cité de Vienne tout entière était soumise à la seigneurie de l'Église. De la modification nouvelle du pouvoir comtal découla une querelle entre les comtes d'Albon, l'archevêque de Vienne et les comtes de Mâcon (famille des Anscarides de Bourgogne-Mâcon) au sujet des droits sur la ville de Vienne. Le 13 janvier 1155 à Rivoli, Berthold de Zähringen, gouverneur ou recteur dit "de Bourgogne", assure sa fidélité au dauphin Guigues V, comte d'Albon et neveu de l'archevêque Hugues, et lui donne tout ce que lui-même tient de ses prédécesseurs ou des rois dans la ville de Vienne, s'engageant à combattre Guillaume III comte de Mâcon et de Vienne s'il tente d'y mettre obstacle. À son tour, le dauphin lui fait hommage et promet de le recevoir décemment dans la ville en présence de Frédéric, roi des Romains, qui donne son consentement. La suzeraineté reste ainsi à l'archevêché et aux Dauphins, les comtes de Mâcon restant décorés du titre prestigieux mais secondaire de comtes de Vienne. Selon le site de la Foundation for Medieval Genealogy, ici très restrictif, il n'existe pas avec certitude de comte de Vienne issu des comtes palatins de Bourgogne avant le fils de Guillaume III, Gérard de Mâcon, décédé le 15 septembre 1184.

#### Gouvernance du comté de Vienne par les dauphins de Viennois et les archevêques

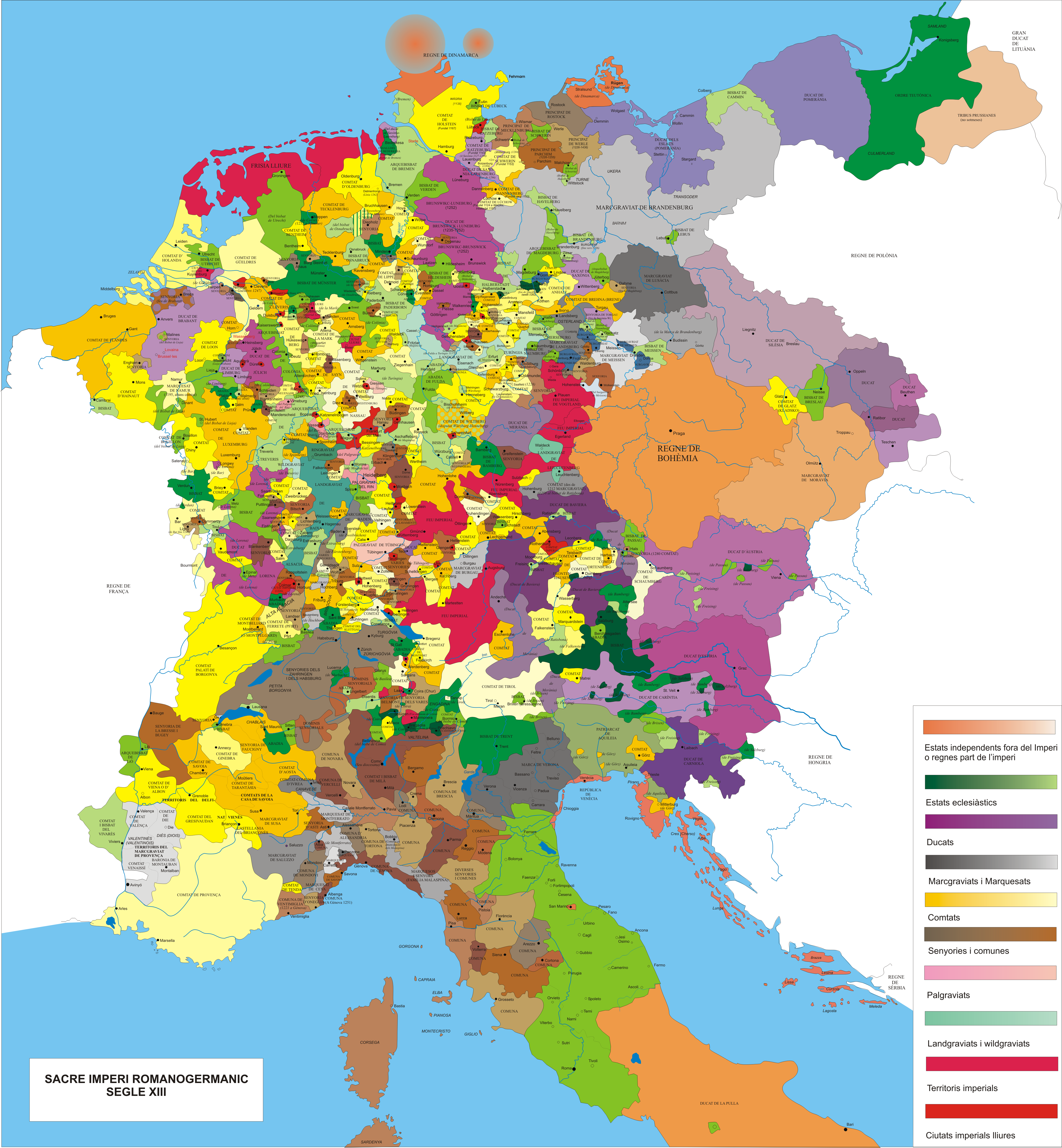
Au début du XIIIe siècle, à la limite sud-ouest de l'Empire romain-germanique, le comté de Vienne intégré à la principauté des Dauphins du Viennois en jaune.

En 1227, le titre de comte de Vienne est dissocié de celui de Mâcon. En 1263, la part du comté de Vienne dont disposait la Maison de Vienne (issue par les femmes des Anscarides de Vienne et de Mâcon) est cédée à l'archevêque Jean de Bernin : l'Église de Vienne réunit donc tout le comté et gouverna avec les dauphins jusqu'à l'abdication d'Humbert II de Viennois le 16 juillet 1349 en faveur de Charles, aîné des petits-fils de Philippe VI, qui est le premier à porter le titre de dauphin de France régnant sur la nouvelle Province du Dauphiné indépendante du comté. Hugues de Vienne (Hugues IV de Neublans d'Antigny), seigneur de Pagny est le dernier comte de Vienne non ecclésiastique en 1277. À Vienne a lieu entre  octobre 1311 et mai 1312  le concile de Vienne sous l'autorité de Clément V à la demande du roi de France Philippe le Bel pour discuter de l'avenir de l'Ordre du Temple et aboutit à sa suppression. L’imbrication des pouvoirs entre le clergé et le dauphin engendre des conflits. Ainsi en 1338, les chanoines et le dauphin s’opposent à l’archevêque et au peuple. Le palais archiépiscopal de Vienne est saccagé et les portes de l’enceinte du ban des cloîtres sont jetées au Rhône.

#### Pouvoir unique des comtes-archevêques de Vienne
Le 21 septembre 1450  le comte-archevêque Jean de Poitiers fit hommage à Louis Dauphin du comté et de la ville de Vienne et de ses dépendances ainsi que du temporel de son église tant pour ce qu'il possédait en Dauphiné et il reconnut que le Dauphin était le seigneur supérieur,. Dans cet acte l'archevêque n'abandonne toutefois pas ses pouvoirs juridiques qui restent secondaires. En revanche, il cède la mistralie du comté de Vienne, qui avait été créée vers 1155 sous Drodon de Beauvoir de Marc et était une fonction administrative déléguée à des nobles du Viennois, regroupant les fonctions de percepteur et de juge pour le compte du seigneur local, qui existait dans la Savoie et le Dauphiné du Moyen Âge. En pratique, dès 1450, furent supprimées les fonctions juridiques, un nouveau bailli de Viennois s'installa définitivement à Vienne en 1478 nommé par le roi de France.

## Titre comtal
Le titre de comte de Vienne est  un titre de noblesse associé au territoire du comté de Vienne, relevant successivement du royaume de Provence, puis du royaume de Bourgogne, du Saint-Empire romain germanique jusqu'à l'annexion de Vienne en 1450 au royaume de France.
Le premier comte est Girard de Roussillon : 844- 870, duc et comte de Vienne et de Lyon en 844, duc de Provence en 855, qui cède la ville de Vienne en décembre 870 à Charles le Chauve.
Son successeur est Boson de Provence : 870- 887, gouverneur du Lyonnais et du Viennois en 871, roi de Provence en 879, fait comte de Vienne par Charles le Chauve en 871.
Des comtes et vicomtes proches des Bosonides s'intercalent jusqu'au dernier successeur d'entre-eux à savoir Charles-Constantin jusqu'en 962.
Suit une période de vacance du pouvoir jusqu'à la cession le 14 septembre 1023 du titre comtal aux archevêques de Vienne par le roi Rodolphe III de Bourgogne, qui possédaient des liens de parenté avec l'archevêque Burchard,.
Les comtes de Vienne issus des comtes de Mâcon auront un rôle accessoire comme leur nom l'indique de régisseur palatin de l'Empire romain germanique.
En 1223, Guigues André (v1184-1237), dauphin rend hommage lige à l'archevêque Jean de Bernin pour le domaine qu'il possédait en fief de l'église de Vienne, à raison du comté de Vienne et d'Albon et autres terres du Dauphiné.
À Vienne le 18 avril 1243, son fils le dauphin Guigues VII, comte de Vienne et d'Albon, majeur de 14 ans, détient tenir en fief tout le comté de Vienne, depuis l'église de St-Vincent au delà de Voreppe, entre les deux fleuves de l'Isère et du Rhône, puis au cours de son règne le dauphin de Viennois, comte de Grenoble, d'Oisans, de Briançon, d'Embrun et de Gap, fils d'André Dauphin de Bourgogne est nommé dans les actes comte de Vienne.
Son fils Jean Ier de Viennois (1264-1282), héritier du titre de dauphin, décédé prématurément d'une chute de cheval est également comte d'Albon et de Vienne.
Humbert de La Tour du Pin (v1240-1307) par son mariage avec Anne d'Albon devient dauphin, comte d'Albon et comte de Vienne en 1282, à la mort de son beau-frère Jean Ier. En 1283, à Vienne, il prête serment à l'archevêque Guillaume et au chapitre pour le comté de Vienne et d'Albon, tel l'hommage semblable rendu à l'archevêque Jean par le dauphin Guigues, père d'Anne.
Leur fils Jean II de Viennois fut dauphin de Viennois et comte d'Albon, comte de Gapençais, comte de Vienne, seigneur de la Tour de 1306 à 1319. Il épousa le 25 mai 1296 Béatrice de Hongrie, fille de Charles Martel, roi titulaire de Hongrie, et de Clémence de Habsbourg. 
Parmi leurs enfants, Guigues VIII (1309 -† 1333), est dauphin de Viennois, comte de Vienne et d'Albon, seigneur de la Tour après la régence delphinale assurée par son oncle Henri de la Tour du Pin jusqu'en 1323, le titre comtal étant par la suite celui du dernier dauphin de Viennois, son frère Humbert II (1312 († 1355), également comte de Vienne, d'Albon et seigneur de la Tour.
Le dernier comte-archevêque de Vienne sera Jean de Poitiers en 1450.